# Nombre 179
El nombre 179 (CLXXIX) és el nombre natural que segueix el nombre 178 i precedeix el nombre 180.
La seva representació binària és 10110011, la representació octal 263 i l'hexadecimal B3.
És un nombre primer; altres factoritzacions són 1×179.